# Prêmio Indianápolis
O Prêmio Indianápolis (em inglês:  Indianapolis Prize) é um prêmio bianual concedido pelo Zoológico de Indianápolis a indivíduos por "contribuições extraordinárias aos esforços de conservação" afetando uma um mais espécies animais.

## Visão geral
O Prêmio Indianápolis foi estabelecido pelo Zoológico de Indianápolis a fim de reconhecer e premiar indivíduos que obtiveram sucessos significativos na conservação de espécies animais.
A cada dois anos são aceitas nomeações de indivíduos capacitados para o Prêmio Indianápolis. Daquelas nomeações um grupo de especialistas em conservação de todo o mundo atua como Comitê Nominativo e seleciona seis finalistas. Um segundo grupo de especialistas em conservação, auxiliado por representantes do Zoológico de Indianápolis e da cidade de Indianápolis revisa atentamente o trabalho dos seis finalistas e escolhe o ganhador do prêmio.
De 2006 até 2012 os ganhadores do prêmio recebiam uma quantia irrestrita de US$ 100.000, que foi aumentada para US$ 250.000 em 2014 e anos subsequentes. Adicionalmente, começando em 2014, cada um dos outros cinco finalistas recebe um prêmio irrestrito de US$ 10.000.
O ganhador do prêmio e os finalistas são selecionados em um processo de dois estágios envolvendo um comitê nominativo e um juri.
A Fundação Eli Lilly and Company é responsável pelos fundos para o prêmio. Adicionalmente ao prêmio de US$ 250.000 o ganhodor recebe a Medalha Lilly.

## Recipientes
| Ano  | Ganhador                 | Animais estudados                                | Organização                         | Sources     |
| ---- | ------------------------ | ------------------------------------------------ | ----------------------------------- | ----------- |
| 2006 | George William Archibald | Grou                                             | International Crane Foundation      | [ 2 ]       |
| 2008 | George Schaller          | Múltiplas espécies                               | Wildlife Conservation Society       |             |
| 2010 | Iain Douglas-Hamilton    | Elefantes                                        | Save the Elephants                  | [ 3 ]       |
| 2012 | Steven Amstrup           | Ursos-polares                                    | Polar Bears International           | [ 4 ]       |
| 2014 | Patricia Wright          | Lêmures                                          | Centre ValBio                       | [ 5 ] [ 6 ] |
| 2016 | Carl Jones               | Aves, várias espécies                            | Durrell Wildlife Conservation Trust | [ 7 ]       |
| 2018 | Russell A. Mittermeier   | Primatas, tartarugas, hotspots de biodiversidade | Global Wildlife Conservation        | [ 8 ]       |
| 2020 | Amanda Vincent           | Cavalos-marinhos                                 | Project Seahorse                    |             |